# Jürgen Rohde
Jürgen Rohde (* 2. Januar 1953 in Chemnitz) ist ein ehemaliger deutscher Handballtorwart.
Er spielte von 1967 bis 1973 beim SC Magdeburg und anschließend bis 1990 beim SC Empor Rostock. In der Saison 1990/1991 für den TV Grambke-Bremen aktiv, spielte er von 1991 bis 1995 wieder bei Empor in Rostock. Anschließend war er noch beim Bad Doberaner SV aktiv.
Mit Empor Rostock spielte Jürgen „Waffi“ Rohde 50 mal im Europapokal und wurde 1982 Europapokalsieger sowie Europameister im Vereinsmannschaftenwettbewerb. Er war dreimal DDR-Meister und siebenmal DDR-Pokalsieger.
Rohde bestritt 28 Spiele mit der Nationalmannschaft der Deutschen Demokratischen Republik (DDR); er stand im Aufgebot des Deutschen Handballverbandes der DDR bei der Handball-Weltmeisterschaft 1982.
Seit der Saison 2008/2009 ist Rohde Torwarttrainer bei Empor Rostock.